# Сонячна долина (вино)
Сонячна долина — марочне десертне біле вино, яке виготовляє виноробне підприємство «Сонячна долина» в Криму.

## Основні характеристики
Марка вина була створена виноробами Криму в 1955 році. Назву отримала за місцем виростання винограду — в Сонячній Долині біля міста Судака.
При приготуванні вина використовують до 30 сортів винограду, серед яких аборигенні білі сорти, що ростуть у Сонячній Долині: Сари Пандас, Кокур білий, Солдайя, Сонячнодолинський, Кок Пандас, Капсельський білий та інші. Разом з аборигенними сортами використовується до 15-20 % фурмінту, харшлевелю (так звані токайські сорти) та білого мускату.
Вино дозріває у дубовій тарі упродовж трьох років у винних підвалах помістя «Архадерессе», збудованих Л. С. Голіциним біля села Багатівка наприкінці XIX століття.
Колір вина — від золотистого до янтарного. Кондиції: спирт — 16 %, цукор — 16 %, кислоти, що титруються — 6 г/л.

## Нагороди
Вино удостоєно кількох золотих медалей на різних міжнародних конкурсах, перші з яких були отримані у 1955 та 1958 роках в Югославії та в 1958 році в Угорщині. Вино отримало золоту медаль на Другому міжнародному конкурсі виноградних вин і коньяків в Ялті в 1970.
Згідно з документом З 146/32 від 4 червня 2010 найменування Сонячна долина розпізнається Європейським Союзом як зареєстрований регіон виробництва вина в Україні, з написанням Сонячна долина/Soniachna Dolyna.